# Eugênia da Suécia
Carlota Eugênia Augusta Amália Albertina (Estocolmo, 24 de abril de 1830 – Estocolmo, 23 de abril de 1889) foi a quarta filha, a única menina, do rei Óscar I da Suécia e sua esposa Josefina de Leuchtenberg.

## Biografia

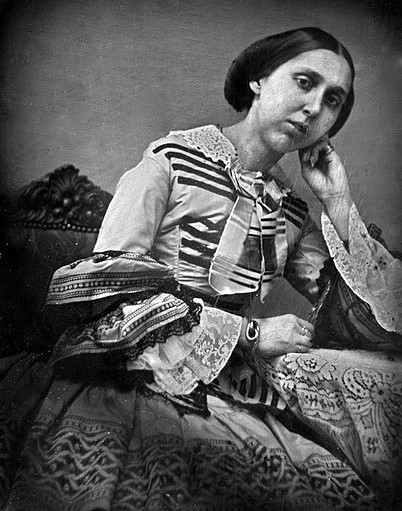
Eugênia na década de 1860.

Ela recebeu o nome em honra ao seu avô materno, o príncipe Eugênio de Beauharnais, o pai de sua mãe.

## Escritora e pintora
Como escritora, foi autora da coleção biográfica Les princesses de la Suède (As princesas da Suécia), obra em francês de 1864, posteriormente traduzida para o idioma sueco. Em seu trabalho musical, destacam-se obras para piano, como valsas e marchas, bem como composições de quartetos, duos e coros com letra, das quais algumas foram depois interpretadas como árias.
A princesa permaneceu solteira por toda a vida e sempre teve uma saúde frágil. Por volta de 1860, começou a passar os verões em Villa Fridhem (Västerhejde), sua residência em Gotland. Foi nesta ilha que começou seu trabalho de altruísmo, apoiando financeiramente um colégio, um orfanato e um hospital para enfermos terminais. Fundou outro hospital, para crianças com doenças incuráveis, em Sundbyberg. Os custos foram pagos com a venda das jóias da princesa.
Faleceu no Palácio Real de Estocolmo, e seus restos foram sepultados na Igreja de Riddarholmen.

## Trabalhos musicais
Obras para piano
- Drottning Josephinas polonaise (1854)
- Louisa vals (1858?)
- A Prière (1844)
- Sorgmarsch
- Tullgarns-galopp (1853)

Obras para cítara
- Farväl
- Aftontankar
- Die Glocken
- Tron
- Apostlar